# 梅鲁日 (路易斯安那州)
梅鲁日（英語：Mer Rouge），是美国路易斯安那州下属的一座村镇。根据2010年美国人口普查，该市有人口628人。建置上，属于“village”。